# Burgos (Ilocos Norte)
Burgos é um município de  quinta classe de renda municipal (d) na província Ilocos Norte, nas Filipinas. De acordo com o censo de 1 de maio  de  2020 possui uma população de 10 759 pessoas e 2 832 domicílios.